# میسائل اسکوتی
میسائل اسکوتی (اسپانیایی: Misael Escuti‎; ۲۰ دسامبر ۱۹۲۶ – ۳ ژانویهٔ ۲۰۰۵) بازیکن فوتبال اهل شیلی بود.
از باشگاه‌هایی که در آن بازی کرده‌است می‌توان به باشگاه فوتبال کولو-کولو اشاره کرد.
وی همچنین در تیم ملی فوتبال شیلی بازی کرده‌است.